# Susanne Fülscher
Susanne Fülscher (Stelle, 22 giugno 1961) è una scrittrice tedesca.

## Biografia
Dopo gli studi letterari ha cominciato a lavorare come insegnante e come giornalista di cultura, finché ha iniziato a scrivere sceneggiature e libri per ragazzi. Sensibile ai temi dell'attualità, è particolarmente attenta ai problemi del mondo adolescente, con particolare riguardo per personaggi femminili emancipati. Ha pubblicato oltre 50 tra romanzi e racconti per ragazzi, tradotti in numerose lingue. Due dei suoi libri più famosi sono Niente dolci, grazie!, pubblicato nel 1998 e Il diario di Toni, pubblicato nel 2000. Ha inoltre lavorato come sceneggiatrice per serie televisive tedesche e per il film Zwischen uns die Mauer.

## Premi e riconoscimenti[1]
- Longlist “Premio Letteratura Giovani DELIA 2018”
- Selezione “Words Back 2017” (#fingerweg)
- Finalista per il Premio Heinrich Wolgast 2005
- 1992/93 Borsista dello Screenwriting Workshop di Monaco di Baviera 1995/96 Master School Screenwriting, Filmboard Berlin Brandenburg
- Premio letterario per i giovani di Zurigo 1998/99, 1° posto